# Shaxi (sockenhuvudort i Kina, Hubei Sheng, lat 29,91, long 108,74)
Shaxi (kinesiska: 沙溪, 沙溪乡) är en sockenhuvudort i Kina. Den ligger i provinsen Hubei, i den centrala delen av landet, omkring 540 kilometer väster om provinshuvudstaden Wuhan. Antalet invånare är 21 674. Befolkningen består av 10 673 kvinnor och 11 001 män. Barn under 15 år utgör 26,0 %, vuxna 15-64 år 61 %, och äldre över 65 år 12,0 %.
Runt Shaxi är det ganska tätbefolkat, med 149 invånare per kvadratkilometer. Närmaste större samhälle är Zhonglu, 12,6 km norr om Shaxi. I omgivningarna runt Shaxi växer i huvudsak blandskog.
Genomsnittlig årsnederbörd är 1 590 millimeter. Den regnigaste månaden är maj, med i genomsnitt 292 mm nederbörd, och den torraste är december, med 19 mm nederbörd.